# Arcugnano
Arcugnano (deutsch veraltet: Archunian) ist eine nordostitalienische Gemeinde (comune) mit 7662 Einwohnern (Stand 31. Dezember 2023) in der Provinz Vicenza in Venetien. Die Gemeinde liegt etwa 5 Kilometer südsüdwestlich von Vicenza im Weinanbaugebiet Colli Berici. Inmitten des Gemeindegebiets liegt der Lago di Fimon. Der Verwaltungssitz befindet sich im Ortsteil Torri.

## Geschichte
Die fruchtbare Gegend ist bereits in der vorrömischen Antike besiedelt gewesen. Dokumentiert sind aber Siedlungen auf dem Gemeindegebiet erst ab dem Hochmittelalter. Schließlich wird eine Kirche von Arquiniano im 12. Jahrhundert erwähnt.

## Verkehr
Nördlich des Gemeindegebiets verläuft die Autostrada A4 von Turin nach Triest. Ein Anschluss besteht allerdings nicht.

## Persönlichkeiten
- Romano Tumellero (* 1948), Radrennfahrer